# Wilderich von Ketteler

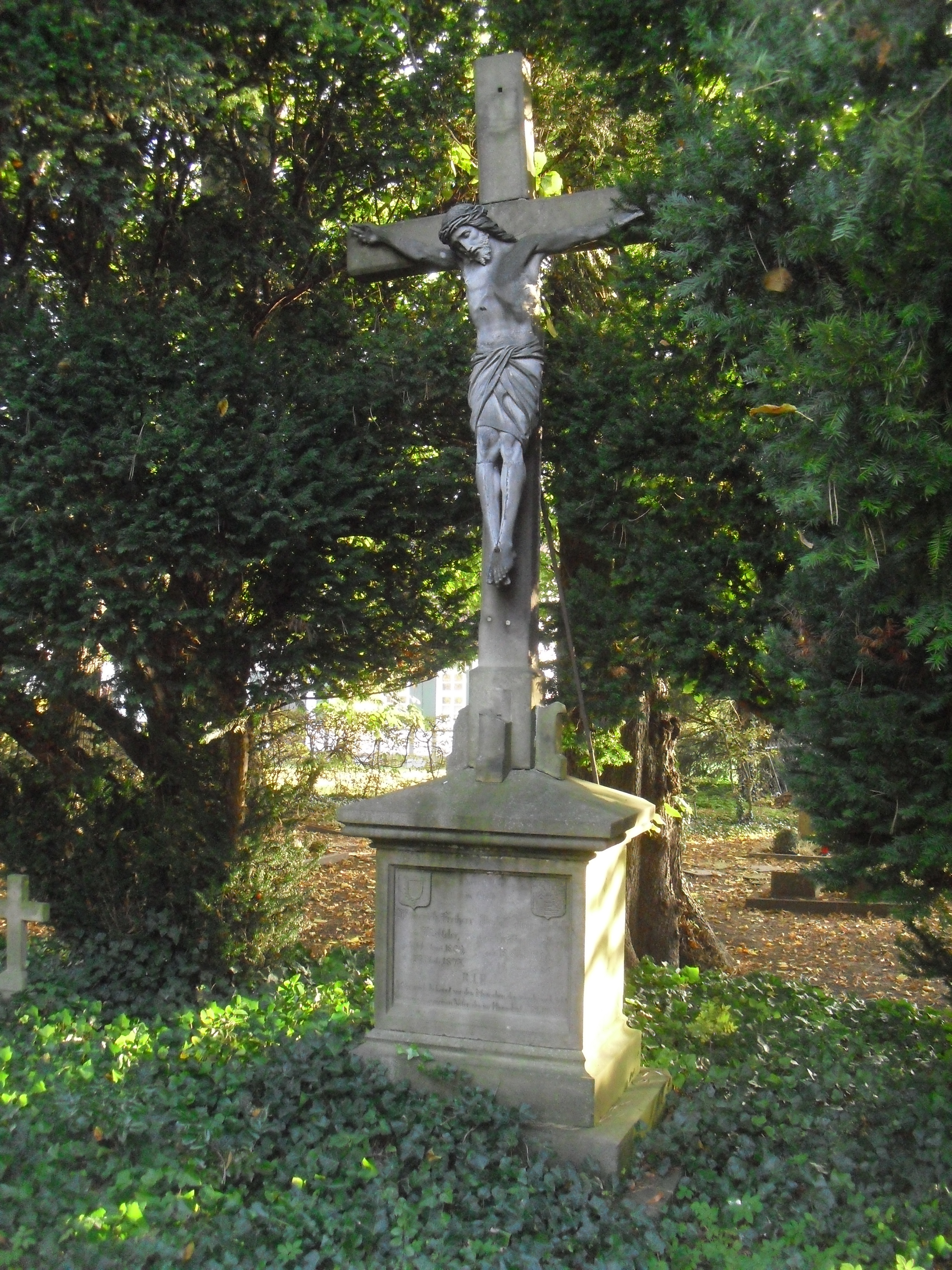
Grab von Wilderich und Pauline von Ketteler auf dem alten Friedhof in Thüle

Wilderich Freiherr von Ketteler (* 14. Juni 1809 in Harkotten; † 29. Juli 1873 in Thüle) war ein deutscher Gutsherr und Politiker.

## Leben
Wilderich Max Freiherr von Ketteler war das sechste Kind von insgesamt zehn Kindern von Maximilian von Ketteler auf Harkotten (1779–1832), Landrat im Kreis Warendorf; und dessen Frau Clementine geb. Frein von der Wenge zu Beck (s. Schloss Beck und Haus Wenge), (1778–1844). Er war ein älterer Bruder des Mainzer Bischofs Wilhelm Emmanuel Freiherr von Ketteler und jüngerer Bruder von Clemens von Ketteler (1806–1881) und Richard von Ketteler (1819–1855). Er selbst war verheiratet mit Marie Sophie Pauline, geb. Gräfin zu Stolberg-Stolberg, verwitwete Freifrau Nagel von Ittlingen (1810–1889). Seine Frau war die jüngste Tochter des Dichters, Übersetzers und Juristen Friedrich Leopold zu Stolberg-Stolberg (1750–1819). Er war der Vater des Politikers Friedrich Clemens von Ketteler. Seine Enkeltochter Hedwig Friederike Maria Elisabeth Huberta Margareta Felicitas von Ketteler (Eltern: Otto Andreas von Ketteler und Elisabeth Hedwig Schaffgotsch) war mit Karl von Wolff gen. Metternich (Landrat im Kreis Höxter), verheiratet.

## Gutsbesitz
Ketteler besaß 1843–1852 Haus Alst, das er vom Sohn des Maximilian-Friedrich von Droste zu Hülshoff erworben hatte, und erwarb 1848 das Haus Thüle mit Land- und Waldbesitz im gleichnamigen Ort bei Salzkotten. Er bewirtschaftete das Gut selber und vergrößerte den Grundbesitz durch den Kauf von Ländereien. Aus einem heruntergekommenen Gut entstand unter seiner Leitung ein land- und forstwirtschaftlicher Musterbetrieb.

## Politisches Wirken
Ketteler war 1848 Mitglied der preußischen Nationalversammlung und zwischen 1852 und 1855 Mitglied der zweiten Kammer des preußischen Landtages. Dort gehörte er der katholischen Fraktion an. Im Jahr 1863 war Ketteler Präsident des 15. deutschen Katholikentages. Er regte 1864 die Soester Konferenzen an, die schließlich zur Gründung der Zentrumspartei führten und gehört zu den Unterzeichnern des Soester Programms. Von 1871 bis zu seinem Tode 1873 gehörte er als Abgeordneter des Wahlkreises Regierungsbezirk Minden 4 (Paderborn – Büren) auch dem deutschen Reichstag an.

## Nachfahren mit dem Namen Wilderich
Durch Wilderich (Max) wurde sein relativ seltener Vorname in der Familie Ketteler heimisch. So hieß sein Enkel, der Erbe seines Sohnes Friedrich Clemens von Ketteler, der von 1864 bis 1905 lebte, (Wilhelm) Wilderich. Auch dessen Sohn und Erbe, der von 1901 bis 1957 lebte, hieß Wilderich (Max). Er gab den Namen weiter an seinen zweitjüngsten Sohn Wilderich (* 1947) und an seinen Neffen und Patensohn Wilderich von Droste zu Hülshoff. Ein Enkel von Wilderich (Max), Wilderich Freiherr von Ketteler auf Schloss Linnep, führt diese Namenstradition bis heute fort.